# International Federation of Robotics
Die 1987 gegründete International Federation of Robotics (IFR) versteht sich als internationaler Verband der Robotik-Industrie und Robotik-Forschungsinstitute und internationaler Dachverband aller nationaler Robotik-Verbände.

## Aktivitäten

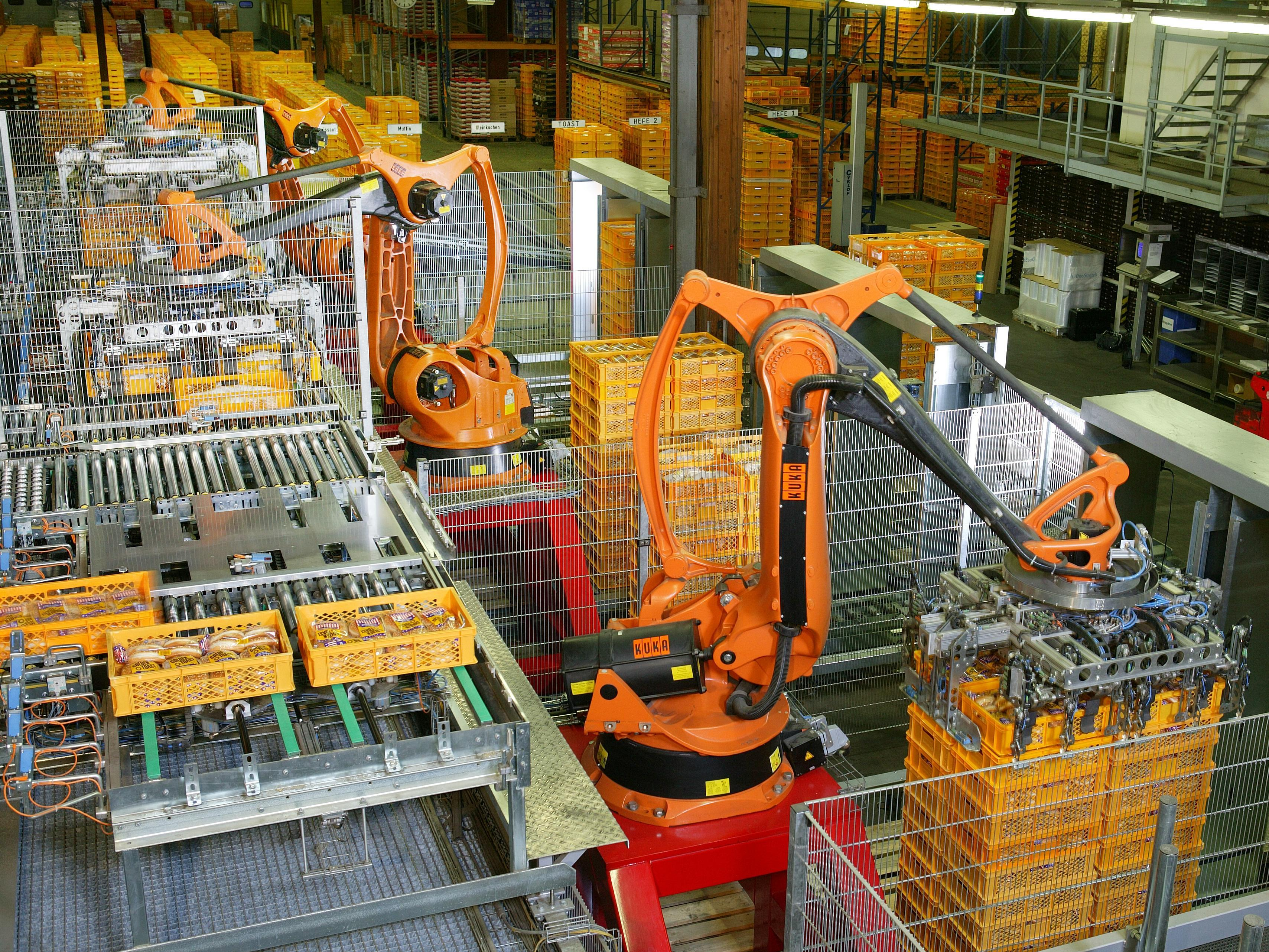
Beispiel für Fabrikautomation: KUKA Roboter palettieren Backware in einer deutschen Großbäckerei

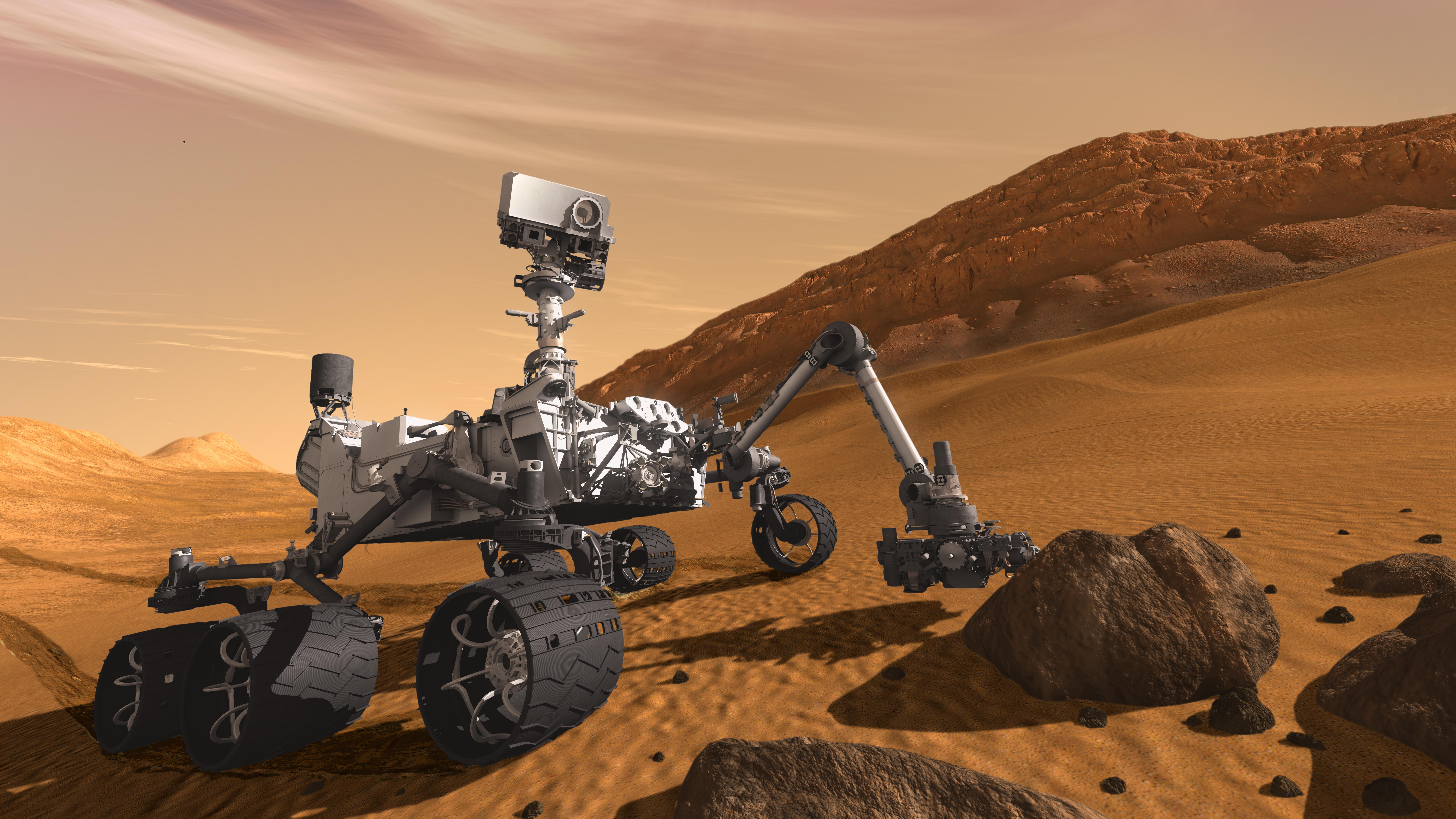
Der Mars Rover als Beispiel für mobile Servicerobotik

Zweck des Verbandes ist die Weiterentwicklung, Förderung, Vernetzung und Vertretung der Robotik Industrie und Forschung und Entwicklung in den Bereichen Industrierobotik und Servicerobotik. Die IFR ist auch Koordinator des seit 1970 jährlich stattfindenden International Symposium on Robotics (ISR), eine der ältesten Forschungskonferenzen im Bereich Robotik.
Das IFR Statistical Department veröffentlicht jährlich detaillierte statistische Daten zu Zahlen installierter Roboter, Anwenderbranchen, Einsatzzwecken und Robotertypen in rund 50 Ländern.

## Mitglieder
Nahezu alle internationalen Industrieroboter Hersteller und 16 nationale Roboterverbände sind Mitglieder der IFR, darunter die Verbände der größten Roboteranwenderländer wie A3 (USA), JARA (Japan), CRIA (China), TAIROA (Taiwan), VDMA FA Robotik und Automation (Deutschland), SIRI (Italien) oder AERATP (Spanien). Eine vollständige Auflistung aller Mitglieder ist auf der IFR Homepage verfügbar. Sitz dieser Dachorganisation ist in Frankfurt am Main.
| Land                   | IFR Mitgliedsverbände                                            | Website                             |
| ---------------------- | ---------------------------------------------------------------- | ----------------------------------- |
| Spanien                | Association Espanola de Robotica (AER)                           | https://www.aer-automation.com      |
| Vereinigtes Königreich | British Automation & Robotics Association (BARA)                 | http://www.bara.org.uk              |
| Volksrepublik China    | China Robot Industry Alliance (CRIA)                             | http://cria.mei.net.cn/             |
| Dänemark               | Danish Industrial Robot Association (DIRA)                       | http://www.dira.dk                  |
| Türkei                 | ENOSAD                                                           | http://enosad.org.tr/tr             |
| Polen                  | FAIRPL                                                           | https://fairp.pl/                   |
| Japan                  | Japan Robot Association (JARA)                                   | http://www.jara.jp                  |
| Südkorea               | Korea Association of Robot Industry (KAR)                        | http://www.korearobot.or.kr/wp/     |
| Norwegen               | Norwegian Society of Electrical and Automatica Control (NFEA)    | https://nfea.no                     |
| Vereinigte Staaten     | A3                                                               | https://www.robotics.org            |
| Litauen                | Lithuanian Robotics Association                                  | https://www.ltrobotics.eu/          |
| Italien                | Associazione Italiana di Robotica e Automazione (SIRI)           | http://www.robosiri.it              |
| Schweden               | Swedish Industrial Robot Association (SWIRA)                     | https://www.swira.se                |
| Schweiz                | Swiss Technology Network                                         | https://www.swisst.net/             |
| Frankreich             | Evolis                                                           | https://evolis.org/                 |
| Taiwan                 | Taiwan Automation Intelligence and Robotics Association (TAIROA) | http://www.tairoa.org.tw            |
| Deutschland            | VDMA Robotics + Automation (VDMA R+A)                            | https://vdma.org/robotik-automation |

## Organisation
Der IFR ist in folgenden Gremien organisiert:

### Hauptversammlung
Die Hauptversammlung („General Assembly“) besteht aus Delegierten der nationalen Robotik Verbände, des Roboterherstellerkomitees („Robot Suppliers Committee“) und des Forschungskomitees („Research Committee“).

### Vorstand
Der IFR-Vorstand besteht aus maximal 15 Wahlberechtigten:
- den neun Vorstandsmitgliedern nominiert von den nationalen Verbänden repräsentieren die Regionen Nordamerika, Europa, Asien und alle anderen Regionen,
- dem Präsidenten,
- dem Vizepräsidenten,
- den zwei Delegierten des Roboterherstellerkomitees,
- und den zwei Delegierten des Forschungskomitees.

### Statistical Department
Das „Statistical Department“, angesiedelt beim deutschen Verband für Maschinen und Anlagen (VDMA) in Frankfurt, wird von den nationalen Robotik Verbänden, dem Komitee der Roboterhersteller und der Arbeitsgruppe Serviceroboter unterstützt und veröffentlicht die jährlichen Roboterstatistiken „World Robotics – Industrial Robots“ und „World Robotics – Service Robots“. 
Im Jahr 2015 gab es von Branchenexperten Zweifel an der Genauigkeit der Statistiken. 2015 schätze der IFR die jährlichen Verkaufszahlen auf 229.261 Einheiten, doch Branchenkenner nannten die Zahlen übertrieben und unglaubwürdig. Die Produktionskapazitäten der Hersteller reichten gar nicht aus, um so viele Einheiten zu produzieren. Im Jahr 2016 wurden die Prognosen und Statistiken ebenfalls kritisch beurteilt, da die Zahlen nicht nachvollziehbar waren.

### Komitee der Roboterhersteller
Das Komitee der Roboterhersteller („Robot Suppliers Committee“) besteht aus Vertretern von Industrie- und Servicerobotikherstellern, Integratoren sowie Zulieferern und wird von einem von der Gruppe gewählten Vorsitzenden geleitet. Aus diesem Komitee werden neben dem Vorsitzenden fünf weitere Delegierte für die Hauptversammlung gewählt, von denen wiederum zwei für den Vorstand gewählt werden. Zur Unterstützung der Hauptversammlung und des „Statistical Department“ werden hier u. a. Markttrends, Organisation der Marktstatistik, Normen und Öffentlichkeitsarbeit diskutiert. Treffen finden während internationaler Robotikmessen statt.

### Arbeitsgruppe Serviceroboter
Die im Jahr 2002 gegründete Arbeitsgruppe ist offen für alle IFR Mitglieder aus Forschung und Industrie die im Bereich Servicerobotik aktiv sind. Die IFR hat den Begriff Serviceroboter wie folgt definiert: „A service robot is a robot which operates semi- or fully autonomously to perform services useful to the well-being of humans and equipment, excluding manufacturing operations.“ Ziel der Arbeitsgruppe ist es dieses junge Forschungsgebiet und Industrie durch Erfahrungsaustausch und Öffentlichkeitsarbeit sowie Erstellung einer weltweiten Serviceroboterstatistik zu unterstützen. Treffen finden während des „International Symposium on Robotics“ (ISR) statt.

### Forschungskomitee
Dieses Komitee („Research Committee“) besteht aus Delegierten von Forschungs- und Entwicklungsinstituten die im Bereich Robotik aktiv sind. Die Komitee Mitglieder wählen den Komitee Vorsitzenden und bis zu 5 weitere wahlberechtigte Delegierte für die Hauptversammlung. Das Komitee ist für die Weiterentwicklung des „International Symposium on Robotics“ (ISR) verantwortlich und trifft sich während dieser Forschungskonferenz.